# Physostegania melanorrhoea
Physostegania melanorrhoea är en fjärilsart som beskrevs av Dyar 1913. Physostegania melanorrhoea ingår i släktet Physostegania och familjen mätare. Inga underarter finns listade i Catalogue of Life.